# 명주김남명가옥
명주김남명가옥(溟州김남명家屋)은 강원도 강릉시에 있던 건축물이다. 1985년 1월 17일 강원도의 유형문화재 제92호로 지정되었다가, 1987년 4월 1일 문화재 지정이 해제되었다.

## 참고 문헌
- 명주김남명가옥 - 국가유산청 국가유산포털